# 伊藤範子
伊藤 範子（いとう のりこ、1966年12月20日 - ）は、日本のバレエダンサー、バレエ指導者、振付家である。6歳のときにバレエを始め、イギリスへのバレエ留学を経て1987年に谷桃子バレエ団へ入団した。谷バレエ団では、主力ダンサーとして舞台に立ち、古典から近現代の作品に至る幅広いレパートリーを踊った。2016年には文化庁在外研修員として、イタリア・ミラノで舞台芸術を学んだ。振付家としてもキャリアを重ね、『ホフマンの恋』（2014年）で第46回舞踊批評家協会新人賞を受賞するなどの評価を受けている。

## 経歴

### バレエダンサーとして
東京都の出身。バレエを始めたのは6歳のときで、友人に誘われたのが契機であった。友人は谷桃子バレエ団研究所でバレエを習っていたため、伊藤の母は「谷桃子先生にお会いできる」と喜んで彼女を研究所に連れて行ったという。それから谷バレエ団研究所に入所して、谷の他に八代清子、高橋清子、村上弘子に師事した。
最初に観たバレエ公演は、谷の引退公演となった『ジゼル』だった。伊藤の初となる発表会で振付を手がけたのも谷で、その後も長きにわたって指導を受けた。
幼少時はバレエの練習が好きではなかったが、発表会で踊ることは大好きだった。もともと活発な性格で、学校の友達と遊ぶことが楽しかったために、バレエの自習を行うようなこともしなかった。
伊藤がバレエに真剣に取り組むようになったのは、中学生くらいになったときであった。この時期に彼女の指導者となった村上弘子は、ワガノワ・メソッドに則った厳格な練習を行った。特に厳しかったのはポール・ド・ブラや身体の向きなどの指導で、一つのことがらをできるまで何度でも繰り返した。ときにはそれが1か月続いたことさえあったが、この時期に正しい指導を受けたことを後に振り返って「じっくりと取り組めたのはよかった」と感謝している。
やがて伊藤はバレリーナに憧れをもつようになった。彼女は舞台鑑賞が好きだったため、谷桃子バレエ団や世界各国のバレエ団の公演を見て大きな刺激を受けた。特に憧れたのは、イタリアのバレリーナ、カルラ・フラッチだった。
バレエの道を進むことになった伊藤は、高校を卒業する年にイギリスのバレエ・ランベール・スクールに留学した。この学校はランベール・ダンス・カンパニーの付属で、クラシック・バレエとコンテンポラリー（マーサ・グレアムのメソッド）の技法を一緒に学ぶことが可能だった。
イギリスではロイヤル・バレエ団の公演を始め、オペラやミュージカルの舞台を身近で見ることができる環境に恵まれた。この時期は伊藤にとって楽しく実り多いもので、日本人以外の友人も沢山できたという。スクール在学中には、サドラーズウェルズシアターでバレエ・ランベール60周年記念公演に『ソワレ・ミュージカル』（アントニー・チューダー振付）のタランテラで出演を果たすなど舞台に立つ機会もあった。
バレエ・ランベール・スクールの卒業時には、スクールパフォーマンスで『眠れる森の美女』からオーロラ姫のパ・ド・ドゥを踊った。1987年に日本へ帰国して、谷桃子バレエ団の団員となった。
25歳のとき、初めて全幕バレエの主役（『白鳥の湖』のオデット＝オディール）を踊った。このときは相手役を務めた水野英俊も初役であり、2人とも非常に緊張していて谷から教わったとおりに踊るだけで精いっぱいの状態であったという。当時は踊り終えただけで満足していたが、後に「自分の表現をする余裕はなかった」と回想している。
以後は谷バレエ団の主力ダンサーとして、端正な表現力と優れたテクニックを持ち味として『白鳥の湖』、『ジゼル』、『パキータ』などの古典から『チャイコフスキー・パ・ド・ドゥ』（ジョージ・バランシン振付）や『令嬢ジュリー』（ビルギット・クルベリ振付）のような近現代の作品に至る幅広いレパートリーで重要な役を踊った。谷バレエ団のみならず、ゲストとして日本バレエ協会公演等に出演するなど幅広く活動を続けている。
コンクールでの入賞歴は、第42回全国舞踊コンクールバレエジュニア部3位（1985年）、第46回全国舞踊コンクールバレエ第一部2位（1989年）がある。1995年には村松賞（音楽新聞社）を受賞した。
伊藤はシニアプリンシパルとして谷バレエ団の舞台に立つ他に、後進の指導も手がけている。谷バレエ団で付属アカデミーの芸術監督も務める以外にも、外部でバレエの指導を担当している。

### 振付家として
30代に入った頃から、伊藤は現役ダンサーとして踊り続けながら振付を手がけるようになった。もともと谷バレエ団では、アトリエ公演などで若手ダンサーにも積極的に振付発表の場を与えていて、それが伊藤にもよい刺激となっていた。直接の契機となったのは、オペラ関係での仕事を始めたことであった。
その理由は、オペラ作品を再演するために新国立劇場が振付助手を探していて、バレエ以外にもコンテンポラリーなどの分野に携わっている伊藤が適任と認められたことであった。彼女は2002年に新国立劇場でルーカ・ロンコーニ（en:Luca Ronconi）演出『椿姫』の初演で振付助手を務め、そのときに振付を担当したティツィアーナ・コロンボ（元ミラノ・スカラ座バレエ団プリンシパル）の知遇を得た。その後もオペラの仕事に幅広く関わり続け、新国立劇場以外でも二期会や藤原歌劇団などで『カルメン』、『仮面舞踏会』、『アイーダ』、『セルセ』などの振付を手がけた。
伊藤の創作で基礎となっているのは、谷バレエ団でコールド・バレエから始めてプリマ・バレリーナとしてさまざまな役を踊り演じてきた経験である
。本人も「やっぱりドラマ中心の動きをつくりたい。（中略）そういう谷桃子バレエ団での経験が、私の土台になっています。これから年を重ねるに伴い経験することもあると思うので、そこから学び、吸収して作品に生かしていきたいと思っています」とインタビューで述べている。
2013年、伊藤はルッジェーロ・レオンカヴァッロのヴェリズモ・オペラ『道化師」をもとにした創作バレエ『道化師-パリアッチ-』を谷バレエ団に振り付けた。この作品は、振付家の望月則彦（元谷バレエ団芸術監督）の勧めで造られたものであった。2014年には世田谷クラシックバレエ連盟と日本バレエ協会の公演で『ホフマン物語』のバレエ化作品『ホフマンの恋』を発表するなど意欲的な創作活動を続けている。
『道化師-パリアッチ-』は同年のオンステージ新聞「年間ステージベスト5」、『ホフマンの恋』は2014年と2016年に「年間ステージベスト5」に選出された。2018年の谷バレエ団創作公演15『HOKUSAI』と『道化師-パリアッチ-』の演出・振付で文化庁芸術祭優秀賞を受賞した
。この年には『年間ステージベスト5』、ダンスマガジン『年間最も印象に残ったコレオグラファー』に舞踊評論家から選ばれるなどの高い評価を受けている。2016年にはチャコットのバレエ鑑賞普及啓発公演『バレエ・プリンセス』の演出と振付を担当して好評で迎えられ、2017年夏には東京と金沢の2都市での再演が実現した。

### ミラノ・スカラ座での研修、そして将来への目標
オペラの仕事を通して、伊藤はイタリアの舞台が持つ強いドラマ性や素晴らしい舞台美術に惹かれるようになった。『道化師-パリアッチ-』などの創作の過程で、さらに舞台芸術を深く学びたいとの希望を持ち、2016年11月中旬から3か月にわたって文化庁の海外特別研修員としてミラノ・スカラ座バレエ団とバレエ学校で振付・演出・教授法を学んだ。
伊藤がスカラ座に行った当時、バレエ団では『ロメオとジュリエット』（ケネス・マクミラン振付）のリハーサルに入っていた。彼女が感銘を受けたのは、バレエ団のダンサーたちは一人ひとりがテンションの上げ方やドラマの作り方にそれぞれ長けていて、本番の舞台で見せる表現の素晴らしさであった。さらに舞台衣装や装置、オーケストラなどの総合芸術としての力にも圧倒され、歴史や文化の違いを実感したと語っている。
伊藤は「今回の研修で得たものを生かしたドラマを日本で作れたら。逆に海外へもっていくことを視野に入れた日本的な作品も創ってみたい。西洋的な『道化師』と日本的な作品とをパッケージにして、いつか海外で上演するのも夢のひとつです」と将来への目標を述べている。

## 人物・評価
10代のころの伊藤は、何度も「バレエをやめたい」と思っていたという。辛い練習やテクニックの問題などがあると気分が落ち込んだが、立ち直りも早く「やっぱり好きなんだからやろう」という想いが勝っていた。
恩師の谷は伊藤について「何よりもまずバレエが好きであること、肉体的・感覚的な素質、厳しい稽古に耐える精神的な芯の強さ（中略）そういったバレリーナに必須の要素をすべて兼ね備えた稀なケースで、順調に伸びてきましたね」と高い評価を与えた。
伊藤は谷を尊敬し、彼女の芸術に対する価値観に共感している。ダンスマガジンによるインタビュー（2000年）では、「役になりきる姿勢とか、踊りのスタイルの美しさとか、自分の目指しているものを、先生がもっていらっしゃった。だから、これまで続けてこられたんだと思います」とその思いを語っていた。